# Diocesi di Görlitz
La diocesi di Görlitz (in latino Dioecesis Gorlicensis) è una sede della Chiesa cattolica in Germania suffraganea dell'arcidiocesi di Berlino. Nel 2023 contava 29.213 battezzati su 672.019 abitanti. È retta dal vescovo Wolfgang Ipolt.

## Territorio
La diocesi comprende porzioni del Brandeburgo e della Sassonia al confine con la Polonia.
Sede vescovile è la città di Görlitz in Sassonia, dove si trova la cattedrale di San Giacomo.
Il territorio si estende su 9.284 km² ed è suddiviso in 16 parrocchie raggruppate in 3 decanati: Cottbus-Neuzelle, Lübben-Senftenberg e Görlitz-Wittichenau.

## Storia
Nel medioevo la Lusazia (di cui Görlitz faceva parte) dipendeva ecclesiasticamente dalla diocesi di Meißen. Dopo la riforma protestante la Lusazia divenne sede di una propria prefettura apostolica (legata alla carica di decano della collegiata di Bautzen) che cedette l'area intorno a Görlitz alla diocesi di Breslavia (oggi arcidiocesi) in base alla bolla De salute animarum del 1821 che ridefinì i confini diocesani tedeschi.
L'amministrazione apostolica di Görlitz fu eretta il 28 giugno 1972 con il decreto Quo aptius spiritualibus della Congregazione per i vescovi e comprendeva la porzione dell'arcidiocesi di Breslavia rimasta in territorio tedesco dopo la variazione dei confini seguita alla seconda guerra mondiale.
Facendo seguito alla convenzione del 4 maggio 1994 tra la Santa Sede e i länder del Brandeburgo e della Sassonia, il 27 giugno 1994 l'amministrazione apostolica è stata elevata a diocesi con la bolla Solet usque di papa Giovanni Paolo II e resa suffraganea dell'arcidiocesi di Berlino. Contestualmente sono stati ridefiniti i confini con le vicine sedi di Berlino e di Magdeburgo.
In base alla convenzione del 4 maggio, il diritto di elezione dei vescovi spetta al capitolo della cattedrale su un elenco di tre nomi proposto dalla Santa Sede, in conformità all'articolo 6 del concordato con la Prussia del 1929.
Con il breve apostolico Semper studuit del 21 settembre 1994, sant'Edvige di Andechs è stata proclamata patrona della diocesi.

## Cronotassi dei vescovi
Si omettono i periodi di sede vacante non superiori ai 2 anni o non storicamente accertati.
- Bernhard Huhn † (28 giugno 1972 - 27 giugno 1994 ritirato)
- Rudolf Müller † (27 giugno 1994 - 24 giugno 2006 ritirato)
- Konrad Zdarsa (24 aprile 2007 - 8 luglio 2010 nominato vescovo di Augusta)
- Wolfgang Ipolt, dal 18 giugno 2011

## Statistiche
La diocesi nel 2023 su una popolazione di 672.019 persone contava 29.213 battezzati, corrispondenti al 4,3% del totale.
| anno | popolazione | popolazione | popolazione | presbiteri | presbiteri | presbiteri | presbiteri                | diaconi | religiosi | religiosi | parrocchie |
| anno | battezzati  | totale      | %           | numero     | secolari   | regolari   | battezzati per presbitero | diaconi | uomini    | donne     | parrocchie |
| ---- | ----------- | ----------- | ----------- | ---------- | ---------- | ---------- | ------------------------- | ------- | --------- | --------- | ---------- |
| 1980 | 70.000      | 1.000.000   | 7,0         | 88         | 81         | 7          | 795                       | 5       | 8         | 219       | 59         |
| 1990 | 60.000      | 930.000     | 6,5         | 77         | 73         | 4          | 779                       | 7       | 4         | 173       | 57         |
| 1999 | 49.200      | 920.000     | 5,3         | 68         | 62         | 6          | 723                       | 5       | 6         | 130       | 57         |
| 2000 | 49.200      | 920.000     | 5,3         | 66         | 60         | 6          | 745                       | 5       | 6         | 115       | 57         |
| 2001 | 48.500      | 920.000     | 5,3         | 63         | 58         | 5          | 769                       | 6       | 8         | 106       | 55         |
| 2002 | 48.500      | 910.000     | 5,3         | 66         | 61         | 5          | 734                       | 6       | 6         | 104       | 55         |
| 2003 | 48.000      | 905.000     | 5,3         | 58         | 54         | 4          | 827                       | 6       | 5         | 97        | 55         |
| 2004 | 35.000      | 890.000     | 3,9         | 57         | 55         | 2          | 614                       | 6       | 3         | 91        | 52         |
| 2006 | 32.203      | 792.824     | 4,1         | 59         | 57         | 2          | 545                       | 4       | 3         | 81        | 46         |
| 2013 | 28.503      | 829.200     | 3,4         | 50         | 47         | 3          | 570                       | 5       | 5         | 53        | 20         |
| 2016 | 28.795      | 696.305     | 4,1         | 48         | 46         | 2          | 599                       | 8       | 2         | 44        | 19         |
| 2019 | 29.671      | 704.340     | 4,2         | 47         | 42         | 5          | 631                       | 6       | 6         | 40        | 17         |
| 2021 | 29.790      | 707.340     | 4,2         | 46         | 39         | 7          | 647                       | 9       | 7         | 34        | 16         |
| 2023 | 29.213      | 672.019     | 4,3         | 48         | 39         | 9          | 608                       | 10      | 9         | 31        | 16         |